# Enaria seyrigi
Enaria seyrigi är en skalbaggsart som beskrevs av Dewailly 1950. Enaria seyrigi ingår i släktet Enaria och familjen Melolonthidae. Inga underarter finns listade i Catalogue of Life.